# Parallelia eclipsifera
Parallelia eclipsifera är en fjärilsart som beskrevs av George Francis Hampson 1918. Parallelia eclipsifera ingår i släktet Parallelia och familjen nattflyn. Inga underarter finns listade i Catalogue of Life.